# Domain Creek
Domain Creek är ett vattendrag i Kanada.   Det ligger i provinsen Ontario, i den sydöstra delen av landet, 1 500 km väster om huvudstaden Ottawa. Domain Creek ligger vid sjön Hansen Lake.
I omgivningarna runt Domain Creek växer i huvudsak barrskog. Trakten runt Domain Creek är nära nog obefolkad, med mindre än två invånare per kvadratkilometer.